# Rouvres-Saint-Jean
Rouvres-Saint-Jean är en kommun i departementet Loiret i regionen Centre-Val de Loire strax norr Frankrikes mitt. Kommunen ligger i kantonen Malesherbes som tillhör arrondissementet Pithiviers. År 2022 hade Rouvres-Saint-Jean 299 invånare.

## Befolkningsutveckling
Antalet invånare i kommunen Rouvres-Saint-Jean
| Referens: INSEE |